# Zastavea, Koreț
Zastavea (în ucraineană Застав'я) este un sat în comuna Velîki Mejîrici din raionul Koreț, regiunea Rivne, Ucraina.

## Demografie
Componența lingvistică a localității Zastavea
     Ucraineană (98,76%)
     Rusă (1,24%)
Conform recensământului din 2001, majoritatea populației localității Zastavea era vorbitoare de ucraineană (98,76%), existând în minoritate și vorbitori de rusă (1,24%).